# Bahnstrecke Kamenz–Kamenz Nord
| Streckennummer (DB): | 6594; sä. KK         |                                  |                                  |
| Streckenlänge: | 3,072 km             |                                  |                                  |
| Spurweite: | 1435 mm (Normalspur) |                                  |                                  |
| Maximale Neigung: | 10 ‰                 |                                  |                                  |
| Minimaler Radius: | 500 m                |                                  |                                  |
| |                      |                                  |                                  |
| \| \| \| von Kamenz (Sachs) \| \| \| \| −0,008 \| Awanst Kamenz (Sachs) Nord 175 m \| Awanst Kamenz (Sachs) Nord 175 m \| \| \| \| nach Lübbenau (Spreewald) \| \| \| \| 2,037 \| EÜ Lindenstraße (11 m) \| EÜ Lindenstraße (11 m) \| \| \| 2,442 \| Anst Flugplatz Kamenz \| Anst Flugplatz Kamenz \| \| \| 2,683 \| Anst Tuchfabrik Bernbruch \| Anst Tuchfabrik Bernbruch \| \| \| 2,900 \| Kamenz (Sachs) Nord Ldst \| 157 m \| \| \| 3,064 \| Streckenende \| Streckenende \| |                      |                                  |                                  |
| Strecke |                      | von Kamenz (Sachs)               | von Kamenz (Sachs)               |
| ehemalige Blockstelle | −0,008               | Awanst Kamenz (Sachs) Nord 175 m | Awanst Kamenz (Sachs) Nord 175 m |
| Abzweig ehemals geradeaus und nach links |                      | nach Lübbenau (Spreewald)        | nach Lübbenau (Spreewald)        |
| Brücke (Strecke außer Betrieb) | 2,037                | EÜ Lindenstraße (11 m)           | EÜ Lindenstraße (11 m)           |
| Abzweig geradeaus und nach links (Strecke außer Betrieb) | 2,442                | Anst Flugplatz Kamenz            | Anst Flugplatz Kamenz            |
| Abzweig geradeaus und von rechts (Strecke außer Betrieb) | 2,683                | Anst Tuchfabrik Bernbruch        | Anst Tuchfabrik Bernbruch        |
| Dienststation / Betriebs- oder Güterbahnhof (Strecke außer Betrieb) | 2,900                | Kamenz (Sachs) Nord Ldst         | 157 m                            |
| | 3,064                | Streckenende                     | Streckenende                     |

Die Bahnstrecke Kamenz–Kamenz Nord war eine nur dem Güterverkehr dienende Nebenbahn in Sachsen, die ursprünglich als Teilabschnitt der Sächsischen Nordostbahn (Löbau–Riesa) projektiert worden war.

## Geschichte
Vor dem Ersten Weltkrieg waren die Planungen für eine Sächsische Nordostbahn zwischen Löbau und Riesa parallel zur sächsisch-preußischen Grenze schon weit vorangeschritten. Neben militärischen Gründen sollte die Strecke auch den strukturschwachen Raum in der nördlichen Oberlausitz entwickeln helfen. Vor dem Ersten Weltkrieg war allerdings nur der Abschnitt Löbau–Radibor fertiggestellt worden. Für die Trassierung zwischen Radibor und Kamenz wurden insbesondere zwei Varianten diskutiert:
- Trasse 1 sollte in Kleinwelka an der Sekundärbahn Bautzen–Königswartha beginnen und über Sollschwitz und Räckelwitz nach Kamenz führen. Dort sollte die Linie in die vorhandene Strecke Kamenz–Bischofswerda einmünden.
- Trasse 2 war weiter nördlicher vorgesehen. Sie sollte im Anschluss der schon vorhandenen Strecke in Radibor beginnen und über Crostwitz und Nebelschütz führen. Die Einbindung in den Kamenzer Bahnhof war von Norden vorgesehen.

Neben ersten Vorarbeiten kam es jedoch nicht zu einem Baubeginn. Ursache dafür war vor allem ein starker Widerstand der Bevölkerung gegen das Projekt, welche nicht bereit war, das benötigte Land unentgeltlich zur Verfügung zu stellen.
Während des Ersten Weltkrieges wurde ab 1916 nördlich von Kamenz ein militärischer Flugplatz errichtet. Im Mai 1917 begannen erste Vorarbeiten für eine nur dem Güterverkehr dienende Sekundärbahn zum Flugplatz. Projektiert wurde eine Streckenführung entsprechend der Trasse 2 bis zu einem provisorischen Endpunkt bei Bernbruch. Dort wurde zunächst nur eine öffentliche Ladestelle vorgesehen, ein Ausbau zu einem richtigen Bahnhof war erst bei einem etwaigen Weiterbau Richtung Radibor vorgesehen.
Finanziert wurde der Streckenbau mit der 1912/13 bewilligten ersten Rate von 500.000 Mark zum Bau der Strecke Radibor–Kamenz. Wegen des Krieges kamen die Arbeiten allerdings mehrfach ins Stocken. So fehlte etwa im September 1917 dringend benötigte Lokomotivkohle für den Bauzugbetrieb. Die Fertigstellung der Strecke war bis zum 16. Februar 1918 vereinbart; der  Flugplatz sollte am 1. April 1918 seinen Betrieb aufnehmen.
Am 3. Oktober 1918 wurde die Strecke abgenommen. Die Bedienung des Flugplatzanschlusses fand vermutlich ab Oktober 1918 statt. Die öffentliche Ladestelle Kamenz Nord wurde schließlich am 2. Januar 1919 eröffnet. Weitere Anschlussgleise bestanden später noch zur Tuchfabrik in Bernbruch und ab 1923 zum Kornlagerhaus der Vereinigten Mühlenwerke GmbH Königsbrück.
Bis 1921 wurde der Flugplatz infolge des Versailler Vertrages – der Deutschland keine eigene Luftwaffe mehr zugestand – abgerissen. Erst 1935 wurde der Flugplatz im Zuge der Aufrüstung für den Zweiten Weltkrieg wieder genutzt.
Am Ende des Zweiten Weltkrieges wurde die Strecke noch teilweise zerstört. Am 25. Juli 1945 war das Gleis soweit hergestellt, dass der Anschluss zur Tuchfabrik wieder bedient werden konnte. Der Flugplatz wurde durch die Kasernierte Volkspolizei (KVP) und später der Nationalen Volksarmee (NVA) weiterbenutzt, was weiterhin ein reges Verkehrsaufkommen sicherte.
Erst nach der politischen Wende im Osten Deutschlands 1989/1990 verringerte sich die erbrachte Verkehrsleistung drastisch. Der Flugplatz wurde zu einem öffentlichen Verkehrslandeplatz hergerichtet; ein Gleisanschluss wurde nun nicht mehr benötigt.
Im Juni 1996 wurde der Güterverkehr gänzlich aufgegeben. Am 2. Oktober 1996 wurde die Strecke zum Nebengleis des Bahnhofes Kamenz erklärt. Die formale Schließung der Güterverkehrsstelle Kamenz Nord erfolgte wenig später, am 1. Juni 1997. Zu den angekündigten Sonderfahrten anlässlich des Kamenzer Stadtfestes am 24. und 25. Juni 2000 kam es nicht mehr.
Im Jahr 2002 begann der Abbau der Gleisanlagen.